# Angelo Guaragna
Angelo Guaragna (Verbicaro, ...) è un direttore d'orchestra italiano.
Il Maestro Guaragna è stato direttore artistico del Teatro Lirico di Cagliari, direttore del Conservatorio di Cagliari e del Conservatorio di Genova, consigliere di amministrazione del Teatro Carlo Felice. 
Ha conseguito il diploma accademico in composizione e in direzione d’orchestra al Conservatorio Santa Cecilia a Roma, perfezionandosi in direzione d’orchestra presso l'Accademia Musicale Chigiana di Siena con Franco Ferrara e Carlo Maria Giulini; al Teatro Comunale di Bologna con Vladimir Delman; alla Scuola di Musica di Fiesole con Franco Ferrara e Piero Bellugi. 
Ha diretto al Kuenstlerhaus in Monaco di Baviera, al Teatro Massimo Vincenzo Bellini, al Teatro Carlo Felice, Sanremo (Orchestra Sinfonica); l'orchestra sinfonica nazionale della Rai in Torino, al teatro comunale di Bologna, l'orchestra della toscana in Firenze, la Simphonia Perusina a Perugia, al Teatro Fenaroli di Lanciano, al Teatro dell'Opera di Damasco, a San Pietroburgo, ad Amburgo, etc. 
Ha collaborato con Paolo Villaggio a un'inedita edizione di Pierino e il lupo di Sergej Sergeevič Prokof'ev che si tenne nel 2001 al Teatro Carlo Felice di Genova. 
Dal 1977 insegna presso il Conservatorio di Cagliari.
Il comune di Cosenza ha conferito un riconoscimento al maestro, per aver illustrato la Calabria, sua terra d'origine.